# Evi Kyprianou
Evi Kyprianou (griechisch Εύη Κυπριανού; * 10. März 1981) ist eine zypriotische Badmintonspielerin.

## Karriere
Evi Kyprianou gewann in Zypern vier nationale Titel in den Jahren von 1997 bis 1999. Bei den Junioren war sie auf nationaler Ebene acht Mal erfolgreich.

## Sportliche Erfolge
| Saison | Veranstaltung                              | Disziplin   | Platz | Name                                      |
| ------ | ------------------------------------------ | ----------- | ----- | ----------------------------------------- |
| 1996   | Zypern: Einzelmeisterschaften der Junioren | Damendoppel | 1     | Dina Drakou / Evi Kyprianou               |
| 1997   | Zypern: Einzelmeisterschaften der Junioren | Mixed       | 1     | George Papasozomenos / Evi Kyprianou      |
| 1997   | Zypern: Einzelmeisterschaften der Junioren | Damendoppel | 1     | Dina Drakou / Evi Kyprianou               |
| 1997   | Zypern: Einzelmeisterschaften              | Mixed       | 1     | Nicolas Pissis / Evi Kyprianou            |
| 1997   | Zypern: Einzelmeisterschaften              | Damendoppel | 1     | Diana Drakou / Evi Kyprianou              |
| 1998   | Zypern: Einzelmeisterschaften der Junioren | Mixed       | 1     | George Papasozomenos / Evi Kyprianou      |
| 1998   | Zypern: Einzelmeisterschaften der Junioren | Dameneinzel | 1     | Evi Kyprianou                             |
| 1998   | Zypern: Einzelmeisterschaften der Junioren | Damendoppel | 1     | Niki Constantinou / Evi Kyprianou         |
| 1998   | Zypern: Einzelmeisterschaften              | Damendoppel | 1     | Diana Knekna / Evi Kyprianou              |
| 1999   | Zypern: Einzelmeisterschaften der Junioren | Mixed       | 1     | Constantinow Constantinou / Evi Kyprianou |
| 1999   | Zypern: Einzelmeisterschaften              | Mixed       | 1     | Nicolas Pissis / Evi Kyprianou            |
| 2000   | Zypern: Einzelmeisterschaften der Junioren | Damendoppel | 1     | Evi Kyprianou / Marina Demosthenous       |